# Mets de Guaynabo 2019 (pallavolo maschile)
Questa voce raccoglie le informazioni riguardanti i Mets de Guaynabo nelle competizioni ufficiali della stagione 2019.

## Organigramma societario
Area direttiva
- Presidente: Ramón Rosado

Area tecnica
- Primo allenatore: Luis Aponte

## Rosa
| N° | Nome                 | Ruolo | Data di nascita  | Nazionalità sportiva |
| -- | -------------------- | ----- | ---------------- | -------------------- |
| 1  | Edgardo Goás         | P     | 27 gennaio 1989  | Porto Rico           |
| 2  | Cristian Encarnación | S     | 3 settembre 1993 | Porto Rico           |
| 3  | Ramón Burgos         | C     | 15 gennaio 1993  | Porto Rico           |
| 4  | Víctor Cosme         | L     | 8 novembre 1989  | Porto Rico           |
| 5  | Alexis Colón         | C     | 30 maggio 1990   | Porto Rico           |
| 6  | Amaury Miranda       | P     | 19 giugno 1996   | Porto Rico           |
| 7  | Enrique Escalante    | C     | 6 agosto 1984    | Porto Rico           |
| 8  | José Pacheco         | L     | 20 marzo 1997    | Porto Rico           |
| 11 | Steven Morales       | C/O   | 7 aprile 1992    | Porto Rico           |
| 12 | Maurice Torres       | O     | 6 luglio 1991    | Porto Rico           |
| 13 | Sequiel Sánchez      | S     | 24 marzo 1990    | Porto Rico           |
| 14 | Ezequiel Cruz        | S     | 15 luglio 1986   | Porto Rico           |
| 15 | Inovel Romero        | S     | 28 gennaio 1995  | Porto Rico           |
| 17 | Jean Carlos Ortíz    | O     | 23 febbraio 1988 | Porto Rico           |
| 24 | Arnel Cabrera        | L     | 11 ottobre 1994  | Porto Rico           |

## Mercato
| Acquisti | Acquisti             | Acquisti             | Acquisti   |
| R.       | Nome                 | da                   | Modalità   |
| -------- | -------------------- | -------------------- | ---------- |
| S        | Cristian Encarnación | Cafeteros de Yauco   | definitivo |
| L        | Víctor Cosme         | Changos de Naranjito | definitivo |
| C        | Alexis Colón         | Cafeteros de Yauco   | definitivo |
| P        | Amaury Miranda       | Cafeteros de Yauco   | definitivo |
| C        | Enrique Escalante    | -                    | definitivo |
| L        | José Pacheco         | Gigantes de Adjuntas | definitivo |
| O        | Maurice Torres       | Padova               | definitivo |
| S        | Sequiel Sánchez      | Al-Ahli              | definitivo |
| S        | Ezequiel Cruz        | -                    | definitivo |
| S        | Inovel Romero        | Tannourine           | definitivo |
| O        | Jean Carlos Ortíz    | Llaneros de Toa Baja | definitivo |
| L        | Arnel Cabrera        | Arcada Galați        | definitivo |

| Cessioni | Cessioni          | Cessioni           | Cessioni   |
| R.       | Nome              | a                  | Modalità   |
| -------- | ----------------- | ------------------ | ---------- |
| S        | Juan Carlos Ribas | Mulos de Juncos    | definitivo |
| S        | Pablo Guzmán      | Mulos de Juncos    | definitivo |
| P        | Gabriel Rosado    | Cafeteros de Yauco | definitivo |
| P        | Fernando Morales  | -                  | ritirato   |
| C        | Jonathan King     | Mulos de Juncos    | definitivo |
| S        | Pedro Molina      | Cafeteros de Yauco | definitivo |
| L        | Luis Bertrán      | -                  | definitivo |
| O        | Maurice Torres    | Padova             | definitivo |
| S        | Sequiel Sánchez   | Al-Ahli            | definitivo |
| P        | Brian Negrón      | Top Volley Lamezia | definitivo |
| S        | Inovel Romero     | Tannourine         | definitivo |
| L        | Arnel Cabrera     | Arcada Galați      | definitivo |

## Risultati

### LVSM

#### Regular season
| 1ª giornata - 8 giugno 2019 Palacio de Recreación y Deportes, Mayagüez  | Indios de Mayagüez       | 1 - 3 | Mets de Guaynabo         | 18-25, 25-22, 19-25, 27-29        |
| 2ª giornata - 12 giugno 2019 Coliseo Mario Morales, Guaynabo            | Mets de Guaynabo         | 1 - 3 | Changos de Naranjito     | 23-25, 25-19, 23-25, 16-25        |
| 3ª giornata - 16 giugno 2019 Coliseo Luis Aymat Cardona, San Sebastián  | Caribes de San Sebastián | 3 - 0 | Mets de Guaynabo         | 25-22, 25-18, 25-23               |
| 4ª giornata - 19 giugno 2019 Coliseo Raúl "Pipote" Oliveras, Yauco      | Cafeteros de Yauco       | 3 - 2 | Mets de Guaynabo         | 25-18, 22-25, 32-34, 25-23, 15-13 |
| 5ª giornata - 21 giugno 2019 Coliseo Gelito Ortega, Naranjito           | Changos de Naranjito     | 3 - 0 | Mets de Guaynabo         | 25-22, 25-15, 25-17               |
| 6ª giornata - 23 giugno 2019 Coliseo Rafael G. Amalbert, Juncos         | Mulos de Juncos          | 3 - 2 | Mets de Guaynabo         | 25-19, 21-25, 25-19, 20-25, 15-10 |
| 7ª giornata - 25 giugno 2019 Coliseo Mario Morales, Guaynabo            | Mets de Guaynabo         | 2 - 3 | Cafeteros de Yauco       | 23-25, 21-25, 23-25, 25-19, 12-15 |
| 8ª giornata - 28 giugno 2019 Coliseo Mario Morales, Guaynabo            | Mets de Guaynabo         | 3 - 0 | Caribes de San Sebastián | 25-16, 25-21, 25-17               |
| 9ª giornata - 30 giugno 2019 Coliseo Mario Morales, Guaynabo            | Mets de Guaynabo         | 3 - 0 | Indios de Mayagüez       | 25-22, 29-27, 25-23               |
| 10ª giornata - 2 luglio 2019 Coliseo Mario Morales, Guaynabo            | Mets de Guaynabo         | 2 - 3 | Mulos de Juncos          | 31-33, 19-25, 25-19, 25-22, 12-15 |
| 11ª giornata - 4 luglio 2019 Coliseo Mario Morales, Guaynabo            | Mets de Guaynabo         | 3 - 0 | Cafeteros de Yauco       | 25-19, 25-22, 25-17               |
| 12ª giornata - 6 luglio 2019 Palacio de Recreación y Deportes, Mayagüez | Indios de Mayagüez       | 0 - 3 | Mets de Guaynabo         | 23-25, 21-25, 21-25               |
| 13ª giornata - 10 luglio 2019 Coliseo Mario Morales, Guaynabo           | Mets de Guaynabo         | 2 - 3 | Changos de Naranjito     | 23-25, 25-23, 25-17, 23-25, 11-15 |
| 14ª giornata - 12 luglio 2019 Coliseo Raúl "Pipote" Oliveras, Yauco     | Cafeteros de Yauco       | 1 - 3 | Mets de Guaynabo         | 13-25, 25-22, 22-25, 20-25        |
| 15ª giornata - 14 luglio 2019 Coliseo Mario Morales, Guaynabo           | Mets de Guaynabo         | 3 - 0 | Caribes de San Sebastián | 28-26, 25-22, 25-21               |
| 16ª giornata - 16 luglio 2019 Coliseo Mario Morales, Guaynabo           | Mets de Guaynabo         | 0 - 3 | Indios de Mayagüez       | 22-25, 22-25, 20-25               |
| 17ª giornata - 18 luglio 2019 Coliseo Mario Morales, Guaynabo           | Mets de Guaynabo         | 3 - 2 | Mulos de Juncos          | 21-25, 25-13, 25-21, 22-25, 15-10 |
| 18ª giornata - 20 luglio 2019 Coliseo Gelito Ortega, Naranjito          | Changos de Naranjito     | 0 - 3 | Mets de Guaynabo         | 23-25, 23-25, 20-25               |
| 19ª giornata - 22 luglio 2019 Coliseo Luis Aymat Cardona, San Sebastián | Caribes de San Sebastián | 3 - 0 | Mets de Guaynabo         | 26-24, 27-25, 25-18               |
| 20ª giornata - 24 luglio 2019 Coliseo Rafael G. Amalbert, Juncos        | Mulos de Juncos          | 1 - 3 | Mets de Guaynabo         | 25-18, 18-25, 26-28, 20-25        |

#### Play-off
| Semifinali (gara 1) - 17 agosto 2019 Coliseo Gelito Ortega, Naranjito       | Changos de Naranjito | 3 - 1 | Mets de Guaynabo     | 25-21, 25-23, 22-25, 25-12        |
| Semifinali (gara 2) - 19 agosto 2019 Coliseo Mario Morales, Guaynabo        | Mets de Guaynabo     | 3 - 1 | Changos de Naranjito | 25-15, 25-22, 18-25, 25-22        |
| Semifinali (gara 3) - 21 agosto 2019 Coliseo Gelito Ortega, Naranjito       | Changos de Naranjito | 2 - 3 | Mets de Guaynabo     | 20-25, 25-18, 25-21, 19-25, 12-15 |
| Semifinali (gara 4) - 23 agosto 2019 Coliseo Mario Morales, Guaynabo        | Mets de Guaynabo     | 2 - 3 | Changos de Naranjito | 25-22, 21-25, 19-25, 25-19, 13-15 |
| Semifinali (gara 5) - 25 agosto 2019 Coliseo Gelito Ortega, Naranjito       | Changos de Naranjito | 1 - 3 | Mets de Guaynabo     | 25-19, 24-26, 22-25, 14-25        |
| Semifinali (gara 6) - 27 agosto 2019 Coliseo Mario Morales, Guaynabo        | Mets de Guaynabo     | 3 - 0 | Changos de Naranjito | 25-22, 25-18, 25-19               |
| Finale (gara 1) - 13 agosto 2019 Palacio de Recreación y Deportes, Mayagüez | Indios de Mayagüez   | 1 - 3 | Mets de Guaynabo     | 26-24, 20-25, 20-25, 18-25        |
| Finale (gara 2) - 15 agosto 2019 Coliseo Mario Morales, Guaynabo            | Mets de Guaynabo     | 3 - 1 | Indios de Mayagüez   | 20-25, 25-22, 25-18, 25-15        |
| Finale (gara 3) - 17 agosto 2019 Palacio de Recreación y Deportes, Mayagüez | Indios de Mayagüez   | 3 - 2 | Mets de Guaynabo     | 25-23, 23-25, 19-25, 25-22, 15-9  |
| Finale (gara 4) - 19 agosto 2019 Coliseo Mario Morales, Guaynabo            | Mets de Guaynabo     | 3 - 2 | Indios de Mayagüez   | 25-22, 20-25, 25-16, 22-25, 15-11 |
| Finale (gara 5) - 21 agosto 2019 Palacio de Recreación y Deportes, Mayagüez | Indios de Mayagüez   | 2 - 3 | Mets de Guaynabo     | 23-25, 27-25, 19-25, 25-22, 12-15 |

## Statistiche

### Statistiche di squadra
| Competizione | Punti | In casa | In casa | In casa | In trasferta | In trasferta | In trasferta | Totale | Totale | Totale |
| Competizione | Punti | G       | V       | P       | G            | V            | P            | G      | V      | P      |
| ------------ | ----- | ------- | ------- | ------- | ------------ | ------------ | ------------ | ------ | ------ | ------ |
| LVSM         | 34    | 15      | 9       | 6       | 16           | 9            | 7            | 31     | 18     | 13     |
| Totale       | -     | 15      | 9       | 6       | 16           | 9            | 7            | 31     | 18     | 13     |

G = partite giocate; V = partite vinte; P = partite perse